# JCSAT
JCSAT é uma série de satélites japonês que foram operados inicialmente pela JSAT Corporation e atualmente pela SKY Perfect JSAT Corporation. A frota de satélites JCSAT atualmente conta com 10 satélites em operação e mais quatro planejados para serem lançados até o ano de 2019.

## Satélites
| Satélite   | Fabricante                   | Data do lançamento      | Veículo de lançamento | Estado    | Nota |
| ---------- | ---------------------------- | ----------------------- | --------------------- | --------- | --- |
| JCSAT-1    | Hughes                       | 6 de março de 1989      | Ariane 44LP           | Inativo   | |
| JCSAT-2    | Hughes                       | 1 de janeiro de 1990    | Commercial Titan III  | Inativo   | |
| JCSAT-3    | Hughes                       | 29 de agosto de 1995    | Atlas IIAS            | Inativo   | |
| JCSAT-4    | Space Systems/Loral          | 17 de fevereiro de 1997 | Atlas IIAS            | Vendido   | O satélite foi adquirido pela Intelsat em 2009, renomeado para Intelsat 26 e foi arrendado para a Turksat. |
| JCSAT-5    | Hughes                       | 2 de dezembro de 1997   | Ariane 44P            | Ativo     | Também conhecido por JCSAT-1B                                                                              |
| JCSAT-6    | Hughes                       | 16 de fevereiro de 1999 | Atlas IIAS            | Ativo     | Também conhecido por JCSAT-4A                                                                              |
| JCSAT-8    | Hughes                       | 29 de março de 2002     | Ariane 44L            | Ativo     | Também conhecido por JCSAT-2A                                                                              |
| JCSAT-9    | Lockheed Martin              | 12 de abril de 2006     | Zenit-3SL             | Ativo     | Também conhecido por JCSAT-5A e N-Star D                                                                   |
| JCSAT-10   | Lockheed Martin              | 11 de agosto de 2006    | Ariane 5 ECA          | Ativo     | Também conhecido por JCSAT-3A                                                                              |
| JCSAT-11   | Lockheed Martin              | 5 de setembro de 2007   | Proton-M              | Fracassou | [ 2 ] [ 3 ]                                                                                                |
| JCSAT-12   | Lockheed Martin              | 21 de agosto de 2009    | Ariane 5 ECA          | Ativo     | Também conhecido por JCSAT-RA                                                                              |
| JCSAT-13   | Lockheed Martin              | 15 de maio de 2012      | Ariane 5 ECA          | Ativo     | Também conhecido por JCSAT-4B                                                                              |
| JCSAT-14   | Space Systems/Loral          | 6 de maio de 2016       | Falcon 9FT            | Ativo     | Também conhecido por JCSAT-2B                                                                              |
| JCSAT-15   | Space Systems/Loral          | 21 de dezembro de 2016  | Ariane 5 ECA          | Ativo     | [ 4 ] |
| JCSAT-16   | Space Systems/Loral          | 14 de agosto de 2016    | Falcon 9FT            | Ativo     | [ 5 ] |
| JCSAT-17   | Lockheed Martin              | 18 de fevereiro de 2020 | Ariane 5 ECA+         | Ativo     | [ 6 ] |
| JCSAT-18   | Lockheed Martin              | 16 de dezembro de 2019  | Falcon 9FT            | Ativo     | Também conhecido por Kacific 1                                                                             |
| JCSAT-85   | Orbital Sciences Corporation | 30 de novembro de 2009  | Zenit-3SLB            | Ativo     | Atual Intelsat 15                                                                                          |
| JCSAT-110  | Lockheed Martin              | 6 de outubro de 2000    | Ariane 42L            | Ativo     | Também conhecido por Superbird 5, Superbird D e N-SAT 110                                                  |
| JCSAT-110R | Lockheed Martin              | 6 de agosto de 2011     | Ariane 5 ECA          | Ativo     | Também conhecido por BSAT-3C                                                                               |